# Norio Hosomi
Norio Hosomi est un industriel japonais, PDG de la société de fruits de mer Nippon Suisan Kaisha créée en 1911,.